# Нова Топола (Градишка)
Нова Топола је насељено мјесто на подручју града Градишка, Република Српска, БиХ. Према попису становништва из 2013. у насељу је живјело 2.325 становника.

## Историја
Било је у месту "Ново Топол" 1847. године 275 православних Срба. Две деценије касније, 1867. године број им се дуплирао - има их 520 душа.
Подручје је населило 14 њемачких породица из сјеверозападне Њемачке 1879. године, што је само годину пошто је Босна пала под Хабзбуршку власт. Идуће године се населило још шест породица, те је насеље наставило са растом све до Првог свјетског рата.
Колонисти су насеље назвали Windthorst. Увели су разне модерне пољопривредне методе, те су уз помоћ њих били знатно напредни и успјешни. Кад посљедица раста насеља, подјељено је у три дијела: Unterwindthorst, Mittelwindthorst и Oberwindthorst. Успостављена је нова колонија близу данашњег Александровца под називом Rudolfstal пошто је војвода Рудолф од Аустрије посјетио околно подручје.
Њемачка имиграција је престала када је Босна ушла у састав Краљевине Срба, Хрвата и Словенаца 1918. године. Насеље је затим преименовано у данашње "Нова Топола" због оближњег насеља "Стара Топола".
Нацисти су почели са евакуацијом етничких Њемаца из Босне после пада унутрашње безбједности током Другог свјетског рата. Договор поводом овога је потписан са усташким режимом 30. септембра 1942. године. Агенција главне службе етничких Њемаца (односно "Hauptamt Volksdeutsche Mittelstelle") организовала је паравојну СС организацију из Београда под командом Ота Лакмана како би "..ишла од села до села, прећена војском."
Windthorst је, све до овог тренутка, био највеће насеље Њемаца у цијелој Босни. Скоро 2.000 етничких Њемаца је евакуисано из Нове Тополе крајем 1942. године, као и додатних 500 из насеља Rudolfstal, који се никада неће вратити. Насеље су поново населили Срби пошто су комунистички органи власти уништили све доказе постојања Њемаца и њемачке културе.
Овде се налази споменик природе Лијевчански кнез.

## Географија
У Новој Тополи се налази амбуланта породичне медицине чију изградњу је финансирало Министарство здравља и социјалне заштите Републике Српске.

## Спорт
Нова Топола је сједиште ФК Лијевче и КК Лијевче.

## Становништво
| Националност       | 1991. | 1981. | 1971. | 1961. |
| Срби               | 1.888 | 1.575 | 1.574 |       |
| Југословени        | 140   | 314   | 9     |       |
| Хрвати             | 92    | 102   | 142   |       |
| Муслимани          | 11    | 14    | 31    |       |
| Словенци           |       | 7     | 6     |       |
| Албанци            |       | 6     | 5     |       |
| Црногорци          |       | 4     | 17    |       |
| Мађари             |       | 2     | 1     |       |
| Македонци          |       |       | 1     |       |
| остали и непознато | 60    | 46    | 63    |       |
| Укупно             | 2.191 | 2.070 | 1.849 | 1.184 |

| Демографија | Демографија | Демографија |
| Година      | Становника  | Становника  |
| ----------- | ----------- | ----------- |
| 1948.       | 2.865       |             |
| 1953.       | 11.072      |             |
| 1961.       | 1.184       |             |
| 1971.       | 1.849       |             |
| 1981.       | 2.070       |             |
| 1991.       | 2.191       |             |
| 2013.       | 2.325       |             |